# Litsea
Litsea is een geslacht van zowel groenblijvende als bladverliezende bomen en struiken uit de laurierfamilie (Lauraceae). De soorten uit het geslacht komen voor in (sub)tropisch Azië, Australië, Oceanië en Amerika.

## Soorten
- Litsea aban-gibotii Ng
- Litsea accedens (Blume) Boerl.
- Litsea accedentoides Koord. & Valeton
- Litsea acrantha Ridl.
- Litsea acutifolia (Liou Ho) Kosterm.
- Litsea acutivena Hayata
- Litsea aestivalis (L.) Fernald
- Litsea akoensis Hayata
- Litsea alba Kosterm.
- Litsea albayana S.Vidal
- Litsea albescens (Hook.f.) D.G.Long
- Litsea albicans (Kurz) Hook.f.
- Litsea albida (Kosterm.) Kosterm.
- Litsea alleniana A.C.Sm.
- Litsea alveolata C.K.Allen
- Litsea amicorum Kosterm.
- Litsea anamo Kosterm.
- Litsea andreana Ng
- Litsea aneityensis Guillaumin
- Litsea angulata Blume
- Litsea anomala Merr.
- Litsea areolata (Blume) Boerl.
- Litsea artocarpifolia Gamble
- Litsea assamica Hook.f.
- Litsea aurea Kosterm.
- Litsea auricolor Kosterm.
- Litsea auriculata S.S.Chien & W.C.Cheng
- Litsea australis B.Hyland
- Litsea bainingensis Rech.
- Litsea balansae Lecomte
- Litsea barringtonioides Kosterm.
- Litsea baruringensis Elmer
- Litsea baviensis Lecomte
- Litsea beilschmiediifolia H.W.Li
- Litsea bennettii B.Hyland
- Litsea bernhardensis C.K.Allen
- Litsea beusekomii Kosterm.
- Litsea biflora H.P.Tsui
- Litsea bindoniana (F.Muell.) F.Muell.
- Litsea boerlagei Kosterm.
- Litsea bombaiensis M.R.Almeida
- Litsea borneensis (Meisn.) Boerl.
- Litsea bourdillonii Gamble
- Litsea brachypoda C.K.Allen
- Litsea brachystachya (Blume) Fern.-Vill.
- Litsea brassii O.C.Schmidt
- Litsea brawas (Blume) Boerl.
- Litsea breviumbellata C.K.Allen
- Litsea brookeana Kosterm.
- Litsea buinensis Kosterm.
- Litsea burckelloides A.C.Sm.
- Litsea calicaris Kirk
- Litsea calophylla (Miq.) Mansf.
- Litsea calophyllantha K.Schum.
- Litsea cambodiana Lecomte
- Litsea cangyuanensis J.Li & H.W.Li
- Litsea caroli Teschner
- Litsea carrii Kosterm.
- Litsea castanea Hook.f.
- Litsea catubigensiskos Kosterm.
- Litsea caulocarpa Merr.
- Litsea ceramensis Kosterm.
- Litsea chaffonjonii H.Lév.
- Litsea chartacea Hook.f.
- Litsea chengshuzhii H.P.Tsui
- Litsea chewii Kosterm.
- Litsea chinpingensis Yen C.Yang & P.H.Huang
- Litsea chrysoneura Kosterm.
- Litsea chrysophoena (Blume) Boerl.
- Litsea chrysopleura (Blume) Boerl.
- Litsea chunii W.C.Cheng
- Litsea cinerascens Ridl.
- Litsea citronella Kosterm.
- Litsea clarissae (Teschner) Kosterm.
- Litsea clarkei Prain
- Litsea claviflora Gamble
- Litsea clemensii C.K.Allen
- Litsea coelestis H.P.Tsui
- Litsea collina S.Moore
- Litsea complanata C.K.Allen
- Litsea confusa Koord. & Valeton
- Litsea connorsii B.Hyland
- Litsea cordata (Jack) Hook.f.
- Litsea coreana H.Lév.
- Litsea coriacea (B.Heyne ex Nees) Hook.f.
- Litsea costalis (Nees) Kosterm.
- Litsea costata (Blume) Boerl.
- Litsea crassifolia (Blume) Boerl.
- Litsea crebriflora S.Moore
- Litsea crenata C.K.Allen
- Litsea cubeba (Lour.) Pers.
- Litsea cuprea Merr.
- Litsea curtisii Gamble
- Litsea cuspidata (Blume) Boerl.
- Litsea cuttingiana C.K.Allen
- Litsea cylindrocarpa Gamble
- Litsea densiflora (Teschner) Kosterm.
- Litsea deplanchei Guillaumin
- Litsea depressa H.P.Tsui
- Litsea dielsiana Teschner
- Litsea dilleniifolia P.Y.Pai & P.H.Huang
- Litsea diospyrifolia Quisumb.
- Litsea discocalyx Kosterm.
- Litsea diversifolia Blume
- Litsea domarensis O.C.Schmidt
- Litsea dorsalicana M.Q.Han & Y.S.Huang
- Litsea doshia (D.Don) Kosterm.
- Litsea dunniana H.Lév.
- Litsea eberhardtii H.Liu
- Litsea elliptica Blume
- Litsea ellipticibacca Merr.
- Litsea elmeri Merr.
- Litsea elongata (Nees) Hook.f.
- Litsea engleriana Teschner
- Litsea erectinervia Kosterm.
- Litsea eugenioides A.Chev. ex H.Liu
- Litsea exsudens Kosterm.
- Litsea fenestrata Gamble
- Litsea ferruginea Blume
- Litsea ficoidea Kosterm.
- Litsea filipedunculata Kosterm.
- Litsea firma (Blume) Hook.f.
- Litsea flexuosa (Blume) Boerl.
- Litsea floribunda (Blume) Gamble
- Litsea fluminensis Kosterm.
- Litsea fo K.Schum. & Lauterb.
- Litsea formanii Kosterm.
- Litsea forstenii (Blume) Boerl.
- Litsea fosbergii Kosterm.
- Litsea foveola Kosterm.
- Litsea foxiana Gamble
- Litsea fulva (Blume) Fern.-Vill.
- Litsea fulvosericea C.K.Allen
- Litsea garciae S.Vidal
- Litsea gardneri (Thwaites) Meisn.
- Litsea gemelliflora (Miq.) Boerl.
- Litsea ghatica Saldanha
- Litsea gigaphylla Kosterm.
- Litsea gilgiana Teschner
- Litsea glaberrima (Thwaites) Trimen
- Litsea glabrata (Wall. ex Nees) Hook.f.
- Litsea glaucescens Kunth
- Litsea globifera Kosterm.
- Litsea globosa Kosterm.
- Litsea globularia Ng
- Litsea glutinosa (Lour.) C.B.Rob.
- Litsea gongshanensis H.W.Li
- Litsea gorayana Udayan & Robi
- Litsea gracilipes Hook.f.
- Litsea gracilis Gamble
- Litsea grandifolia Lecomte
- Litsea grandis (Nees) Hook.f.
- Litsea granitica B.Hyland
- Litsea grayana A.C.Sm.
- Litsea greenmaniana C.K.Allen
- Litsea griffithii Gamble
- Litsea grisea Boerl.
- Litsea guppyi (F.Muell.) Forman
- Litsea habbemensis C.K.Allen
- Litsea hayatae Kaneh.
- Litsea helferi Hook.f.
- Litsea henricksonii Kosterm.
- Litsea himalayensis R.Kr.Singh
- Litsea hirsutior Kosterm.
- Litsea hirsutissima Gamble
- Litsea hirta (Blume) Boerl.
- Litsea honghoensis H.Liu
- Litsea hookeri (Meisn.) D.G.Long
- Litsea hornei A.C.Sm.
- Litsea humboldtiana Guillaumin
- Litsea hunanensis Yen C.Yang & P.H.Huang
- Litsea hupehana Hemsl.
- Litsea hutchinsonii Merr.
- Litsea hypophaea Hayata
- Litsea ichangensis Gamble
- Litsea ilocana Merr.
- Litsea imbricata Guillaumin
- Litsea impressa (Blume) Boerl.
- Litsea imthurnii Turrill
- Litsea indoverticillata Robi & Udayan
- Litsea insignis (Blume) Boerl.
- Litsea intermedia (Blume) Boerl.
- Litsea irianensis Kosterm.
- Litsea iteodaphne (Nees) Hook.f.
- Litsea japonica (Thunb.) Juss.
- Litsea jaswirii Ng
- Litsea johorensis Gamble
- Litsea kakkachensis R.Ganesan
- Litsea kauloensis Teschner
- Litsea keralana Kosterm.
- Litsea kerrii Kosterm.
- Litsea khasyana Meisn.
- Litsea kingii Hook.f.
- Litsea kobuskiana C.K.Allen
- Litsea kurzii King ex Hook.f.
- Litsea kwangsiensis Yen C.Yang & P.H.Huang
- Litsea kwangtungensis H.T.Chang
- Litsea laeta (Nees) Trimen
- Litsea laevigata (Nees) Gamble
- Litsea lanceolata (Blume) Kosterm.
- Litsea lancifolia (Roxb. ex Nees) Fern.-Vill.
- Litsea lancilimba Merr.
- Litsea lecardii Guillaumin
- Litsea ledermannii Teschner
- Litsea leefeana Merr.
- Litsea leiantha (Kurz) Hook.f.
- Litsea leytensis Merr.
- Litsea liboshengii H.P.Tsui
- Litsea ligustrina (Nees) Fern.-Vill.
- Litsea lithocarpoides Kosterm.
- Litsea litseifolia (C.K.Allen) Yen C.Yang & P.H.Huang
- Litsea liyuyingii H.Liu
- Litsea longepedunculata Kosterm.
- Litsea longipedicellata Kosterm.
- Litsea longipes Hook.f.
- Litsea longistaminata (H.Liu) Kosterm.
- Litsea luzonica (Blume) Fern.-Vill.
- Litsea machilifolia Gamble
- Litsea machiloides Yen C.Yang & P.H.Huang
- Litsea mafuluensis C.K.Allen
- Litsea magnifolia Gillespie
- Litsea maingayi Hook.f.
- Litsea mairei H.Lév.
- Litsea maluensis Teschner
- Litsea martabanica (Kurz) Hook.f.
- Litsea mathuataensis A.C.Sm.
- Litsea megalophylla Merr.
- Litsea meghalayensis R.Kr.Singh
- Litsea mekongensis Lecomte
- Litsea melchioriana (Teschner) Kosterm.
- Litsea mellifera A.C.Sm.
- Litsea membranifolia Hook.f.
- Litsea meyeri Kosterm.
- Litsea miana Guillaumin
- Litsea micrantha Merr.
- Litsea microphylla Merr.
- Litsea minor Teschner
- Litsea miquelii I.M.Turner
- Litsea mishmiensis Hook.f.
- Litsea mollis Hemsl.
- Litsea monopetala (Roxb.) Pers.
- Litsea montis-dulit Airy Shaw
- Litsea morobensis C.K.Allen
- Litsea morotaiensis Kosterm.
- Litsea morrisonensis Hayata
- Litsea moupinensis Lecomte
- Litsea muellerorum I.M.Turner
- Litsea myricopsis H.Lév.
- Litsea myristicifolia (Wall. ex Nees) Hook.f.
- Litsea mysorensis Gamble
- Litsea nemoralis (Thwaites) Trimen
- Litsea neocaledonica S.Moore
- Litsea neohebridensis Kosterm.
- Litsea nervosa (Meisn.) Grierson & D.G.Long
- Litsea nigrescens Gamble
- Litsea nigricans (Meisn.) Boerl.
- Litsea nitida (Roxb. ex Nees) Hook.f.
- Litsea noronhae Blume
- Litsea novoguinensis Teschner
- Litsea novoleontis Bartlett
- Litsea nuculanea (Kurz) Hook.f.
- Litsea oblongifolia Merr.
- Litsea obscura (Blume) Boerl.
- Litsea ochracea (Blume) Boerl.
- Litsea oleoides (Meisn.) Hook.f.
- Litsea oligophlebia H.T.Chang
- Litsea oppositifolia Gibbs
- Litsea orizabae Mez
- Litsea orocola Kosterm.
- Litsea ovalifolia (Wight) Trimen
- Litsea ovalis Kosterm.
- Litsea pallens Lundell
- Litsea pallida (Blume) Boerl.
- Litsea pallidifolia Merr.
- Litsea palmatinervia (Meisn.) Benth. & Hook.f. ex Drake
- Litsea palustris Kosterm.
- Litsea panamanja (Buch.-Ham. ex Nees) Hook.f.
- Litsea paoueensis Guillaumin
- Litsea papillosa C.K.Allen
- Litsea papuana K.Schum.
- Litsea parvifolia (Hemsl.) Mez
- Litsea pedicellata Bartlett
- Litsea pedunculata (Diels) Yen C.Yang & P.H.Huang
- Litsea penangiana Hook.f.
- Litsea pentaflora Guillaumin
- Litsea pentagona Merr.
- Litsea perfulva Elmer
- Litsea perglabra C.K.Allen
- Litsea perlucida C.K.Allen
- Litsea perrottetii (Blume) Fern.-Vill.
- Litsea persella Ridl.
- Litsea philippinensis Merr.
- Litsea phuwuaensis Ngerns.
- Litsea pickeringii (A.Gray ex Seem.) Benth. & Hook.f. ex Drake
- Litsea pittosporifolia Yen C.Yang & P.H.Huang
- Litsea plateifolia Elmer
- Litsea polyneura (Meisn.) Boerl.
- Litsea populifolia Gamble
- Litsea pringlei Bartlett
- Litsea prolixa S.Moore
- Litsea propinqua (Blume) Boerl.
- Litsea pruriens Kosterm.
- Litsea pseudoculitlawan Nees
- Litsea pseudoelongata H.Liu
- Litsea pseudolongifolia Kosterm.
- Litsea pseudoumbellata Kosterm.
- Litsea psilophylla Kosterm.
- Litsea pumila Kosterm.
- Litsea punctata Boerl.
- Litsea punctulata Kosterm.
- Litsea pungens Hemsl.
- Litsea quadrangularis Kosterm.
- Litsea quercoides Elmer
- Litsea racemosa C.T.White
- Litsea rangoonensis (Meisn.) Hook.f.
- Litsea resinosa Blume
- Litsea reticulata (Meisn.) Benth. & Hook.f. ex F.Muell.
- Litsea richii A.C.Sm.
- Litsea ridleyi Gamble
- Litsea rigidifrons Kosterm.
- Litsea riparia (Blume) Boerl.
- Litsea ripidion Guillaumin
- Litsea robusta Blume
- Litsea rotundata (Blume) Kosterm.
- Litsea rotundifolia (Nees) Hemsl.
- Litsea rubescens Lecomte
- Litsea rubicunda Kosterm.
- Litsea rubiginosa Boerl.
- Litsea rubra Blume
- Litsea salicifolia (Roxb. ex Nees) Hook.f.
- Litsea saligna (Nees) N.P.Balakr.
- Litsea samoensis (Christoph.) A.C.Sm.
- Litsea sandakanensis Merr.
- Litsea santapaui Kosterm.
- Litsea sarawacensis Gamble
- Litsea schlechteri Teschner
- Litsea scortechinii Gamble
- Litsea seemannii (Meisn.) Benth. & Hook.f. ex Drake
- Litsea segregata Elmer
- Litsea semecarpifolia (Wall. ex Nees) Hook.f.
- Litsea sepikensis Kosterm.
- Litsea sericea (Wall. ex Nees) Hook.f.
- Litsea sessiliflora Hook.f.
- Litsea sessilifructa (C.J.Qi & K.W.Liu) L.Wu & J.J.Zhou
- Litsea sessilis Boerl.
- Litsea sinoglobosa J.Li & H.W.Li
- Litsea solomonensis C.K.Allen
- Litsea spathacea Gamble
- Litsea spathulata Kosterm.
- Litsea staintonii Kosterm.
- Litsea steenisii Kosterm.
- Litsea stenophylla Guillaumin
- Litsea stickmanii Merr.
- Litsea stocksii (Meisn.) Hook.f.
- Litsea subauriculata Kosterm.
- Litsea subcoriacea Yen C.Yang & P.H.Huang
- Litsea suberosa Yen C.Yang & P.H.Huang
- Litsea suboppositifolia Ng
- Litsea subovata (Miq.) Kosterm.
- Litsea subumbelliflora (Blume) Ng
- Litsea sulavesiana Kosterm.
- Litsea sumatrana Boerl.
- Litsea szemaois (H.Liu) J.Li & H.W.Li
- Litsea talaumifolia Kosterm.
- Litsea tannaensis Guillaumin
- Litsea taronensis H.W.Li
- Litsea tenuipes Ridl.
- Litsea teysmannii Gamble
- Litsea tharpiana Standl.
- Litsea thorelii Lecomte
- Litsea tibetana Yen C.Yang & P.H.Huang
- Litsea timonioides Kosterm.
- Litsea timoriana Span.
- Litsea tomentosa Blume
- Litsea travancorica Gamble
- Litsea trichophylla Kosterm.
- Litsea triflora Guillaumin
- Litsea tsinlingensis Yen C.Yang & P.H.Huang
- Litsea tuberculata Boerl.
- Litsea turfosa Kosterm.
- Litsea udayanii Robi
- Litsea umbellata (Lour.) Merr.
- Litsea unita Boerl.
- Litsea urdanetensis Elmer
- Litsea utilis (Meisn.) Boerl.
- Litsea vang Lecomte
- Litsea vanoverberghii Merr.
- Litsea variabilis Hemsl.
- Litsea varians (Blume) Boerl.
- Litsea veitchiana Gamble
- Litsea velutina Elmer
- Litsea venulosa (Meisn.) Hook.f.
- Litsea versteeghii C.K.Allen
- Litsea verticillata Hance
- Litsea verticillifolia Yen C.Yang & P.H.Huang
- Litsea virens (Nees) Boerl.
- Litsea viridis H.Liu
- Litsea vitiana (Meisn.) Benth. & Hook.f. ex Drake
- Litsea walkeri Trimen
- Litsea whiteana C.K.Allen
- Litsea whitfordii Merr.
- Litsea wightiana (Nees) Wall. ex Hook.f.
- Litsea wilsonii Gamble
- Litsea wrayi Gamble
- Litsea xanthophylla (Blume) Boerl.
- Litsea yaoshanensis Yen C.Yang & P.H.Huang
- Litsea yunnanensis Yen C.Yang & P.H.Huang

... · 
Apollonias · 
Beilschmiedia · 
Cinnamomum · 
Laurus · 
Ocotea · 
Persea · 
Ravensara · 
Sassafras · 
...